# Langinkoski
Langinkoski är en fors i Finland. Den ligger i landskapet Kymmenedalen, i den södra delen av landet, 110 km öster om huvudstaden Helsingfors. Langinkoski ligger 3 meter över havet.
Terrängen runt Langinkoski är platt. Havet är nära Longinkoski åt sydost. Närmaste större samhälle är Kotka, 2,9 km sydost om Longinkoski. Runt Langinkoski är det i huvudsak tätbebyggt.